# Sigy
Sigy is een gemeente in het Franse departement Seine-et-Marne (regio Île-de-France) en telt 48 inwoners (2009). De plaats maakt deel uit van het arrondissement Provins.

## Geografie
De oppervlakte van Sigy bedraagt 4,8 km², de bevolkingsdichtheid is dus 10 inwoners per km².
De onderstaande kaart toont de ligging van Sigy met de belangrijkste infrastructuur en aangrenzende gemeenten.

## Demografie
Onderstaande figuur toont het verloop van het inwonertal (bron: INSEE-tellingen).